# Chaume (Tandahimba)
Chaume ist ein Verwaltungsbezirk (englisch Ward) des Distrikts Tandahimba in der tansanischen Region Mtwara.

## Geografie
Chaume liegt im Südosten von Tansania etwa 20 Kilometer Luftlinie nordwestlich der Distrikthauptstadt Tandahimba. Der Bezirk grenzt im Norden an Luagala, im Osten an Mkonjowano, im Süden an Mkwedu und im Westen an Mnyeu und Nandwahi. Bei der Volkszählung 2022 lebten 9206 Menschen in 2728 Haushalten auf einer Fläche von 64 Quadratkilometern.

## Gliederung
Der Bezirk besteht aus fünf Gemeinden (Mtaa) mit 24 Orten (Kitongoji):
| Liponde - Liponde A - Liponde B | Mweru Shuleni - Mmongo - Mitumbati - Manzese - Changamoto - Mapambano | Mweru Sokoni - Semalako - Kilimahewa - Kitangari - Dodoma - Muungano | Chaume - Chaume A - Juhudi - Jangwani - Tupendane - Mikumbi - Kilimahewa - Chaume B | Sokoine - Kilimahewa - Amani - Rahaleo - Miembeni - Shamka |

## Infrastruktur
- Bildung: Die Chaume Secondary School ist eine staatliche weiterführende Schule, die Tagesschüler bis zur 4. Stufe ausbildet.[8]
- Gesundheit: Im Bezirk gibt es eine staatliche Apotheke.[9]